# Roberto Gagliardini
Roberto Gagliardini, né le 7 avril 1994 à Bergame, est un footballeur international italien qui évolue au poste de milieu de terrain à l'AC Monza.

## Carrière

### Atalanta Bergame
Natif de Bergame, Gagliardini commence sa carrière dans le club de sa ville natale, l'Atalanta. Il est repéré à 7 ans par le club. Roberto commence avec les équipes de jeunes, puis joue avec le réserve. Il se voit promu en équipe première pour la saison 2013-14.
Le 4 décembre 2013, Gagliardini fait ses débuts professionnels, en commençant par une victoire 2-0 à domicile contre Sassuolo, pour la campagne de Coupe d'Italie. Le 17 janvier 2014, il est prêté du côté de la Série B, à Cesena. Gagliardini marque son premier but professionnel huit jours plus tard, lors d'une victoire 3-1 à Varese. Il est d'une aide précieuse pour la montée de l'équipe en Série A.
Le 1er septembre 2014, il est prêté en Série B du côté de Spezia. Le 29 juillet 2015, Gagliardini est transféré de nouveau en Série B, à Vicence, pour un prêt avec une option d'achat. Le 15 mai 2016, il fait ses débuts en Série A avec Atalanta lors d'une victoire 2-1 contre la Sampdoria, lors de la dernière journée de la saison 2015-16. À l'issue de la première moitié de la saison suivante, il quitte l'équipe de sa ville natale pour rejoindre l'Inter Milan après un excellent début de saison,.

### Inter Milan
Après avoir recueilli 16 apparitions (14 en Série A et 2 en Coupe d' Italie) avec l'Atalanta, la direction de l'équipe d'Atalanta et celle de l'équipe de l'Inter Milan se mettent d'accord pour un prêt d'un montant de 2.000.000 d'euros avec option de rachat obligatoire fixée à 20 millions d'euros plus des bonus, pour arriver à un prix entre 23 000 000 et 28 000 000 d'euros. Le joueur signe un contrat d'une valeur de 1,5 million d'euros/an jusqu'en 2021 et choisit de porter le maillot numéro 5, l'ancien numéro d'un certain Dejan Stanković.
Il fait ses débuts avec l'Inter trois jours après son transfert de Bergame à Milan, dans une rencontre remportée par l'Inter Milan à la maison sur le score de 3-1 contre le Chievo Vérone. Il montre directement toutes ses qualités. De fil en aiguille, il devient titulaire indiscutable de l'Inter Milan lors de la saison 2016-2017. Il marque son premier but en Série A le 5 mars d'une frappe somptueuse des 25 mètres contre Cagliari. Il récidive lors de la journée suivante contre son ancienne équipe sur une victoire écrasante de l'Inter Milan 7-1 face à l'Atalanta, en inscrivant le sixième but de la rencontre,,.
En 2020, il fut souvent critiqué notamment pour avoir loupé l'immanquable en championnat face à Sassuolo qui aurait pu donner la victoire à l'Inter et peut-être même le titre.

### Équipe nationale
Entre 2014 et 2015, Roberto Gagliardini a comptabilisé cinq apparitions avec l'équipe d'Italie des moins de 20 ans, avec qui il inscrit deux buts. Le 12 août 2015, il fait ses débuts avec l'équipe nationale des moins de 21 ans dirigée par Luigi Di Biagio. C'est un match amical contre la Hongrie.
Il reçoit son premier appel en équipe nationale le 7 novembre 2016, remplaçant Claudio Marchisio blessé, pour les qualifications de la Coupe du monde 2018 contre le Liechtenstein et le match amical contre l'Allemagne,. Toutefois, il n'entre pas en jeu lors de ces deux rencontres.
Il reçoit finalement sa première sélection le 28 mars 2017, en amical contre les Pays-Bas (victoire 1-2 à Amsterdam). Il n'a pas été retenu pour l'euro en 2021.

## Style de jeu
Roberto Gagliardini est milieu qui peut être offensif tout comme défensif. Il joue la plupart de ses matchs en tant que milieu central. C'est un joueur très endurant,.

## Statistiques
| Saisons         | Clubs           | Championnats    | Championnats | Championnats | Championnats     | Coupes nationales | Coupes nationales | Coupes nationales | Autres coupes | Autres coupes | Autres coupes    | Total  | Total | Total            |
| Saisons         | Clubs           | Série           | Matchs       | Buts         | Passes décisives | Matchs            | Buts              | Passes décisives  | Matchs        | Buts          | Passes décisives | Matchs | Buts  | Passes décisives |
| --------------- | --------------- | --------------- | ------------ | ------------ | ---------------- | ----------------- | ----------------- | ----------------- | ------------- | ------------- | ---------------- | ------ | ----- | ---------------- |
| 2013-2014       | Atalanta        | Série A         | 1            | 1            | 0                | -                 | -                 | -                 | -             | -             | -                | 1      | 1     | 0                |
| 2014            | Cesena          | Série B         | 21           | 15           | 20               | -                 | -                 | -                 | -             | -             | -                | 21     | 16    | 20               |
| 2014-2015       | Spezia          | Série B         | 14           | 10           | 17               | -                 | -                 | -                 | -             | -             | -                | 14     | 26    | 37               |
| 2015-2016       | Vicence         | Série B         | 16           | 18           | 11               | 3                 | 0                 | 0                 | -             | -             | -                | 19     | 44    | 48               |
| 2016            | Atalanta        | Série A         | 1            | 1            | 1                | -                 | -                 | -                 | -             | -             | -                | 1      | 45    | 49               |
| 2016-2017       | Atalanta        | Série A         | 14           | 19           | 18               | 2                 | 0                 | 0                 | -             | -             | -                | 16     | 64    | 68               |
| 2017            | Inter           | Série A         | 18           | 15           | 1                | 1                 | 0                 | 0                 | -             | -             | -                | 15     | 79    | 69               |
| Carrière totale | Carrière totale | Carrière totale | 85           | 5            | 2                | 6                 | 0                 | 0                 | -             | -             | -                | 87     | 79    | 69               |

## Palmarès
Inter Milan
- Championnat d'Italie (1)
  - Champion : 2021.
  - Vice-champion : 2020 et 2022.
- Supercoupe d'Italie (2)
  - Vainqueur : 2021 et 2022.
- Coupe d'Italie (2)
  - Vainqueur : 2022 et 2023.
- Ligue des champions
  - Finaliste : 2023.
- Ligue Europa
  - Finaliste : 2020.